# Raionul Volodarka, Kiev
Volodarka (în ucraineană Володарський район, transliterat: Volodarskîi raion) este un raion în regiunea Kiev, Ucraina. Reședința sa este așezarea de tip urban Volodarka.

## Demografie
Componența lingvistică a raionului Volodarka
     Ucraineană (97,84%)
     Rusă (1,9%)
     Alte limbi (0,16%)
Conform recensământului din 2001, majoritatea populației raionului Volodarka era vorbitoare de ucraineană (97,84%), existând în minoritate și vorbitori de rusă (1,9%).